# Scomberomorus lineolatus
Thazard cirrus
Pour les articles homonymes, voir Scomberomorus et Thazard.
Espèce
Synonymes
- Cybium lineolatum Cuvier, 1829[1]
- Indocybium lineolatum (Cuvier, 1829)[1]

Statut de conservation UICN

 LC  : Préoccupation mineure
Scomberomorus lineolatus, communément appelé Thazard cirrus, est une espèce de poissons de la famille des Scombridae qui se rencontre dans le bassin Indo-Pacifique.

## Répartition
Scomberomorus lineolatus est présent sur la côte ouest de l'Inde et du Sri Lanka en direction de l'est jusqu'en Thaïlande, en Malaisie et à Java. Il ne s'étend pas jusqu'aux Indes orientales.